# Lisa von Isenburg
Lisa von Isenburg († 1323) war Äbtissin im Stift Freckenhorst.

## Leben
Lisa von Isenburg stammte aus dem Adelsgeschlecht von Isenburg, das seinen Namen nach der ehemaligen Burg Isenburg bei Neuwied trug. Sie war eine Tochter des Grafen Gerlach I. von Isenburg-Arenfels und der Elisabeth von Kleve. Die Nottulner Äbtissin Mechtild von Isenburg gehörte nicht zu ihrem Familienzweig.
Ihr Bruder Gerlach war Propst in der Stiftskirche Münstermaifeld.
Lisa ist wahrscheinlich unmittelbar nach dem Tode ihrer Vorgängerin Beatrix im Oktober 1303 in ihr Amt eingeführt worden. Aus ihrer Amtszeit sind zahlreiche Urkunden, in denen Rechtsgeschäfte (Käufe und Schenkungen) besiegelt wurden, erhalten. Lisa blieb bis zu ihrem Tode im Amt. Ihre Nachfolgerin als Äbtissin war Lisa von Bentheim.

## Abstammung
| Ahnentafel von Lisa von Isenburg | Ahnentafel von Lisa von Isenburg                                                                          | Ahnentafel von Lisa von Isenburg                                                                          | Ahnentafel von Lisa von Isenburg                                                               | Ahnentafel von Lisa von Isenburg                                                                        | Ahnentafel von Lisa von Isenburg | Ahnentafel von Lisa von Isenburg |
| -------------------------------- | --- | --- | ---------------------------------------------------------------------------------------------- | --- | -------------------------------- | -------------------------------- |
| Urgroßeltern                     | Heinrich II. von Isenburg-Grenzau (* um 1180; † vor 1227) ⚭ Irmgard von Büdingen (* um 1180; † nach 1220) | Lothar I. von Are-Hochstaden († 1215) ⚭ Mathilde von Vianden († 1253)                                     | Dietrich IV./VI. von Kleve (* um 1185; † 13. Mai oder 26. Juni 1260) 1. ⚭ N.N. († um 1224)     | Heinrich I. von Brabant (* um 1165; † 5. September 1235) 2. ⚭ 1213 Maria von Frankreich (* 1198 † 1224) |                                  |                                  |
| Großeltern                       | Heinrich III. von Isenburg-Grenzau (* um 1200; † 1287) ⚭ Mechthild von Are-Hochstaden (* um 1210; † 1272) | Heinrich III. von Isenburg-Grenzau (* um 1200; † 1287) ⚭ Mechthild von Are-Hochstaden (* um 1210; † 1272) | Dietrich primogenitus von Kleve (* um 1214; † 1245) ⚭ 1233 Elisabeth von Brabant († 1272)      | Dietrich primogenitus von Kleve (* um 1214; † 1245) ⚭ 1233 Elisabeth von Brabant († 1272)               |                                  |                                  |
| Eltern                           | Gerlach I. von Isenburg-Arenfels (* um 1232; † 1303) ⚭ Elisabeth von Kleve (* um 1232; † 1283)            | Gerlach I. von Isenburg-Arenfels (* um 1232; † 1303) ⚭ Elisabeth von Kleve (* um 1232; † 1283)            | Gerlach I. von Isenburg-Arenfels (* um 1232; † 1303) ⚭ Elisabeth von Kleve (* um 1232; † 1283) | Gerlach I. von Isenburg-Arenfels (* um 1232; † 1303) ⚭ Elisabeth von Kleve (* um 1232; † 1283)          |                                  |                                  |
| Lisa                             | | |                                                                                                | |                                  |                                  |